# Селиванов, Валентин Иванович
Валенти́н Ива́нович Селива́нов (11 декабря 1938, Керчь, Крымская АССР, РСФСР, СССР — 31 марта 1998, Москва, Россия) — советский и российский кинорежиссёр, сценарист.
В 1957 году окончил Калининское суворовское училище. Выпускник сценарного (1965, мастерская Иосифа Маневича) и режиссёрского (1971, мастерская Ефима Дзигана) факультетов ВГИКа.
Был женат на  актрисе Элеоноре Шашковой.

## Фильмография

### Сценарист
- 1967 — Свадебные колокола
- 1968 — Угрюм-река
- 1971 — Про плотников (короткометражный)
- 1974 — Большое космическое путешествие (совместно с Сергеем Михалковым)
- 1976 — Дневник Карлоса Эспинолы
- 1976 — Ералаш — выпуск № 7, сюжет «Эксперимент Брыкина»
- 1977—1978 — Двенадцать месяцев (12-серийный цикл документальных фильмов)
- 1980 — Петля Ориона

### Режиссёр
- 1974 — Большое космическое путешествие
- 1976 — Дневник Карлоса Эспинолы
- 1976 — Ералаш — выпуск № 7, сюжет «Эксперимент Брыкина»